# Gyrinocheilus
Gyrinocheilus – rodzaj słodkowodnych ryb z rodziny okrągłoprzyssawkowatych (Gyrinocheilidae). Niektóre gatunki są hodowane w akwariach.
Występują na terenie południowo-wschodniej Azji, w rwących wodach górskich potoków, jak również w wolno płynących wodach i jeziorach. Mają otwór gębowy przystosowany do przytwierdzania się do przedmiotów za pomocą przyssawek. W głównej mierze odżywiają się glonami.

## Klasyfikacja
Gatunki zaliczane do tego rodzaju:
- Gyrinocheilus aymonieri – glonojad syjamski[3]
- Gyrinocheilus pennocki
- Gyrinocheilus pustulosus